# Christian de Duve
Christian René de Duve (2. listopada 1917. – 4. svibnja 2013.) je međunarodno poznat citolog i biokemičar.
Godine 1974. dobio je Nobelovu nagradu za fiziologiju ili medicinu, zajedno s Albert Claudeom i George E. Paladeom, za otkriće, opisivanje strukture i uloge peroksisoma i lizosoma, organela u stanici.

## Vanjske poveznice
- Nobelova nagrada - životopis (engl.)